# Рачо Узунов
Рачо Иванов Узунов е български революционер, деен участник в борбата за освобождение на Добруджа.

## Семейство
Родителите му Иван Пенчев и Неда Иванова са източно-православни българи от с. Боженците, Габровско. Съпруга му е Станка Рачева Иванова, родена през 1886 г. Има син Иван Рачев Узунов, роден през 1912 г.

## Дейност
От 1925 г. участва в дейността на ВДРО.
През 1928 г. е заплашен и предупреден за убийство, избягва от Добруджа в България и се включва във въоръжената група на Георги Илиев Ноев. След 5 години се прехвърля във въоръжената група на Ангел Иванов, когото по-късно румънците убиват в родното му село. Минава границата към Добруджа с въоръжената група на Марин Юрданов. Участва в много сражения с румънски въоръжени банди и жандармерия при Сънсанлар, Алфатар, Старо село и др.
През 1939 г. многократно е изпращан с въоръжени групи до Северна Добруджа да събира сведения за българското военно разузнаване. По време на тази работа е притеснявал румънската администрация и жандармерия.
За заслуги към Родината е предложен за народна пенсия през 1943 г.